# Rion-des-Landes
Rion-des-Landes (okzitanisch: Arrion) ist eine französische Gemeinde mit 3.115 Einwohnern (Stand: 1. Januar 2022) im Département Landes der Region Nouvelle-Aquitaine. Sie gehört zum Arrondissement Dax und zum Kanton Pays Morcenais Tarusate.
Sie entstand mit Wirkung vom 1. Januar 2017 als namensgleiche Commune nouvelle durch Zusammenlegung der bis dahin selbstständigen Gemeinden Rion-des-Landes und Boos, die seitdem den Status von Communes déléguées besitzen. Der Verwaltungssitz befindet sich im Ort Rion-des-Landes.

## Geographie
Die Gemeinde Rion-des-Landes liegt im Südwesten der Landes de Gascogne, dem größten Waldgebiet Westeuropas, ca. 27 Kilometer nordöstlich von Dax in der historischen Provinz Gascogne am Retjons, einem Zufluss der Midouze. Nachbargemeinden von Rion-des-Landes sind Morcenx-la-Nouvelle im Norden, Villenave im Nordosten, Beylongue im Osten, Carcen-Ponson im Südosten, Lesgor im Süden, Taller
Laluque im Südwesten, Lesperon im Westen sowie Onesse-Laharie im Nordwesten.

## Bevölkerungsentwicklung
| Jahr                                                                  | 1962 | 1968 | 1975 | 1982 | 1990 | 1999 | 2006 | 2021 |
| --------------------------------------------------------------------- | ---- | ---- | ---- | ---- | ---- | ---- | ---- | ---- |
| Einwohner                                                             | 1632 | 2588 | 2768 | 2616 | 2465 | 2350 | 2498 | 3084 |
| Quellen: Cassini und INSEE (bis 2006 Addition der Vorgängergemeinden) |      |      |      |      |      |      |      |      |

## Sehenswürdigkeiten
- Kirche Saint-Barthélemy aus dem 12. Jahrhundert in Rion-des-Landes
- Kirche Saint-Pierre in Boos
- Schloss Bellegarde (heutiges Rathaus) Rion-des-Landes aus dem 19. Jahrhundert

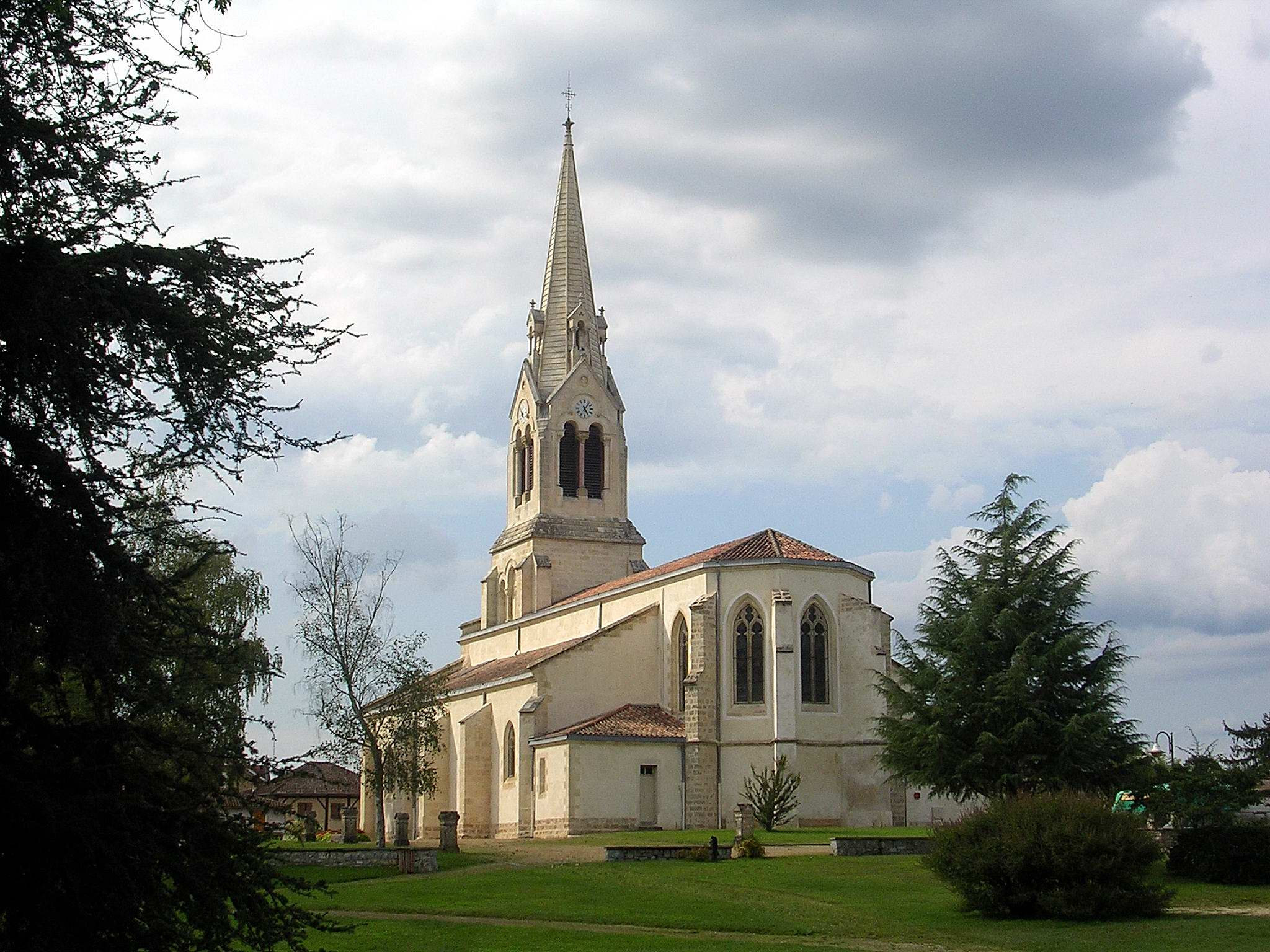
Kirche Saint-Barthélemy

- Arena von Rion-des-Landes

## Gemeindepartnerschaften
Rion-des-Landes unterhält Partnerschaften mit:
- Blotzheim im Département Haut-Rhin in der Region Grand Est (bis 2015 Elsass)
- Buñuel in der Autonomen Gemeinschaft Navarra in Spanien